# Maniltoa fortuna-tironis
Maniltoa fortuna-tironis là một loài thực vật có hoa trong họ Đậu. Loài này được Verdc. miêu tả khoa học đầu tiên.